# 1851 in Zwitserland

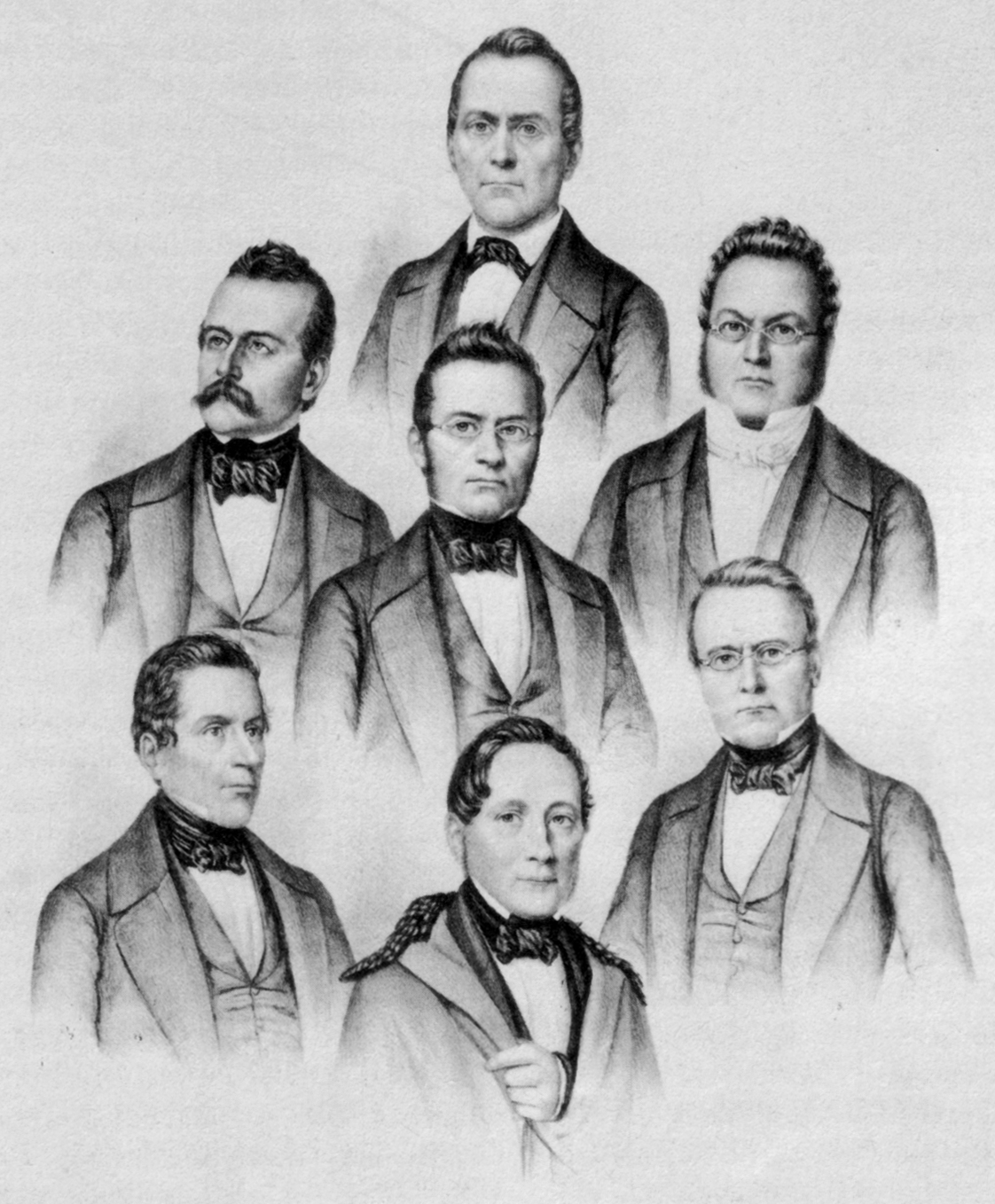
De Bondsraad van 1851.

Dit artikel beschrijft het verloop van 1851 in Zwitserland.

## Ambtsbekleders
De Bondsraad was in 1851 samengesteld als volgt:
| Naam | Naam                   | Partij    | Kanton       | Functie                                                                       |
| ---- | ---------------------- | --------- | ------------ | ----------------------------------------------------------------------------- |
|      | Martin Josef Munzinger | radicalen | Solothurn    | Bondspresident in 1851; hoofd van het Departement van Politieke Zaken         |
|      | Jonas Furrer           | radicalen | Zürich       | Vicebondspresident in 1851; hoofd van het Departement van Justitie en Politie |
|      | Daniel-Henri Druey     | radicalen | Vaud         | Hoofd van het Departement van Financiën                                       |
|      | Stefano Franscini      | radicalen | Ticino       | Hoofd van het Departement van Binnenlandse Zaken                              |
|      | Friedrich Frey-Herosé  | radicalen | Aargau       | Hoofd van het Departement van Handel en Douane                                |
|      | Wilhelm Matthias Naeff | radicalen | Sankt Gallen | Hoofd van het Departement van Posterijen en Constructie                       |
|      | Ulrich Ochsenbein      | radicalen | Bern         | Hoofd van het Departement van Militaire Zaken                                 |

De Bondsvergadering werd voorgezeten door:
| Naam | Naam                 | Partij    | Kanton    | Functie                                                            |
| ---- | -------------------- | --------- | --------- | ------------------------------------------------------------------ |
|      | Jakob Stämpfli       | radicalen | Bern      | Voorzitter van de Nationale Raad (van 7 juli tot 27 augustus 1851) |
|      | Johann Trog          | radicalen | Solothurn | Voorzitter van de Nationale Raad (van 1 tot 23 december 1851)      |
|      | Paul Migy            | radicalen | Bern      | Voorzitter van de Kantonsraad (van 7 juli tot 27 augustus 1851)    |
|      | Johann Karl Kappeler | radicalen | Thurgau   | Voorzitter van de Kantonsraad (van 1 tot 23 december 1851)         |

## Gebeurtenissen

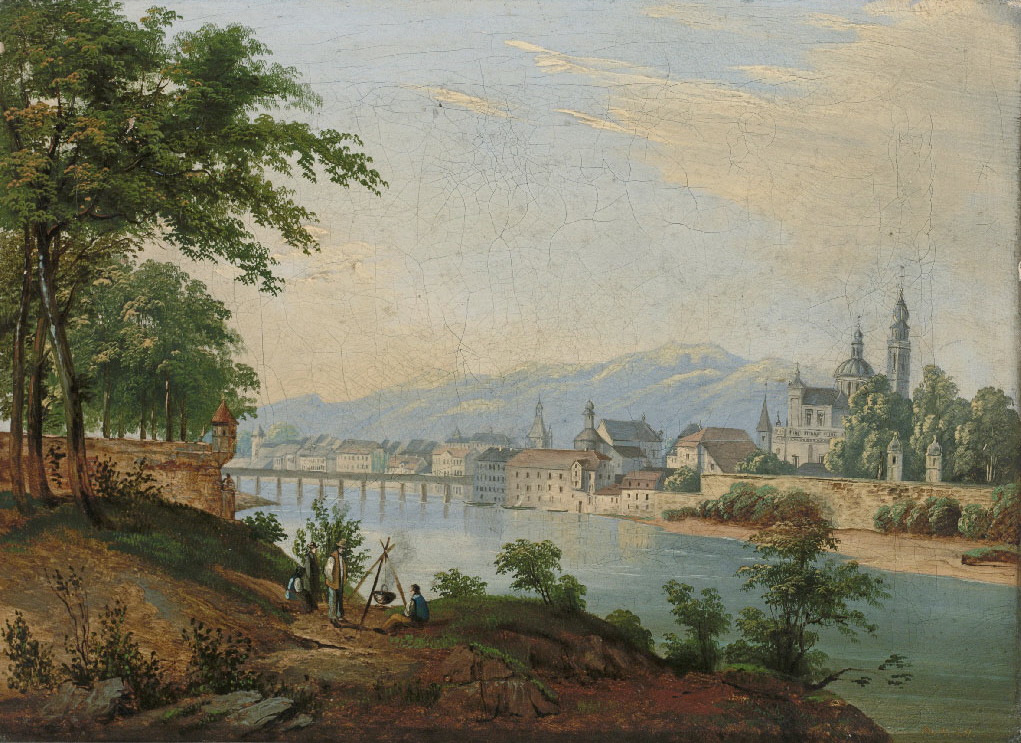
De stad Solothurn in 1851.

- Het bedrijf Patek, Philippe & Cie wordt opgericht. Het is het bedrijf achter het luxehorlogemerk Patek Philippe.
- De Bondsraad overweegt voor het eerst om diplomatieke betrekkingen aan te gaan met de Filipijnen.
- De Eidgenössischer Stutzer 1851 wordt geïntroduceerd als dienstwapen in het Zwitserse leger. Het wapen wordt door de Zwitserse federale overheid zelf gemaakt.
- Een jaar na de postzegels doet nu ook de telegrafie doet zijn intrede in Zwitserland.
- De maten en gewichten worden over heel Zwitserland gelijkgestemd.
- Het ambt van vicekanselier van Zwitserland wordt in het leven geroepen. De vicekanselier ondersteunt de bondskanselier van Zwitserland. Bij de invoering van dit ambt was de titel echter nog Bundesschreiber.
- In Schönenwerd (kanton Solothurn) richt Carl Franz Bally Bally & Co. op. Het luxemodemerk Bally wordt geboren.

### Oktober
- 26 oktober: Bij de Zwitserse parlementsverkiezingen van 1851 blijven de linkse radicalen de grootste partij in beide kamers van het federaal parlement.

### December
- 1 december: De vernieuwde Nationale Raad komt voor het eerst samen na de federale verkiezingen in oktober.
- 4 december: Bij de Zwitserse Bondsraadsverkiezingen van 1851 wordt de volledige zittende Bondsraad herverkozen.

## Geboren
- 3 januari: Elisabeth Flühmann, onderwijzeres en feministe (overl. 1929)
- 26 maart: Marguerite Duvillard-Chavannes, feministe (overl. 1925)
- 6 oktober: Wilhelm Oechsli, historicus (overl. 1919)

## Overleden
- 10 maart: Abraham Constantin, emailschilder (geb. 1785)

1848
· 1849
· 1850
· 1851
· 1852
· 1853
· 1854
· 1855
· 1856
· 1857
· 1858
· 1859
· 1860
· 1861
· 1862
· 1863
· 1864
· 1865
· 1866
· 1867
· 1868
· 1869
· 1870
· 1871
· 1872
· 1873
· 1874
· 1875
· 1876
· 1877
· 1878
· 1879
· 1880
· 1881
· 1882
· 1883
· 1884
· 1885
· 1886
· 1887
· 1888
· 1889
· 1890
· 1891
· 1892
· 1893
· 1894
· 1895
· 1896
· 1897
· 1898
· 1899
· 1900
· 1901
· 1902
· 1903
· 1904
· 1905
· 1906
· 1907
· 1908
· 1909
· 1910
· 1911
· 1912
· 1913
· 1914
· 1915
· 1916
· 1917
· 1918
· 1919
· 1920
· 1921
· 1922
· 1923
· 1924
· 1925
· 1926
· 1927
· 1928
· 1929
· 1930
· 1931
· 1932
· 1933
· 1934
· 1935
· 1936
· 1937
· 1938
· 1939
· 1940
· 1941
· 1942
· 1943
· 1944
· 1945
· 1946
· 1947
· 1948
· 1949
· 1950
· 1951
· 1952
· 1953
· 1954
· 1955
· 1956
· 1957
· 1958
· 1959
· 1960
· 1961
· 1962
· 1963
· 1964
· 1965
· 1966
· 1967
· 1968
· 1969
· 1970
· 1971
· 1972
· 1973
· 1974
· 1975
· 1976
· 1977
· 1978
· 1979
· 1980
· 1981
· 1982
· 1983
· 1984
· 1985
· 1986
· 1987
· 1988
· 1989
· 1990
· 1991
· 1992
· 1993
· 1994
· 1995
· 1996
· 1997
· 1998
· 1999
· 2000
· 2001
· 2002
· 2003
· 2004
· 2005
· 2006
· 2007
· 2008
· 2009
· 2010
· 2011
· 2012
· 2013
· 2014
· 2015
· 2016
· 2017
· 2018
· 2019
· 2020
· 2021
· 2022
· 2023